# マルアジャスティッド
『マルアジャスティッド』（Maladjusted）は、モリッシーが1997年に発表した6作目のスタジオ・アルバム。新たにマーキュリー・レコードとの契約を得て制作された作品で、ヨーロッパやアメリカでは同社からリリースされたが、モリッシーの母国イギリスではアイランド・レコードから発売された。

## 解説
収録曲「ソロウ・ウィル・カム・イン・ジ・エンド」は、ザ・スミス時代の印税を巡る裁判で元メンバーのマイク・ジョイスに敗訴したことについて書かれたスポークン・ワードで、イギリス盤ではこの曲は外されていた。
本作からの先行シングル「アルマ・マターズ」は全英16位に達し、その後「ロイズ・キーン」は全英42位、「サタン・リジェクティッド・マイ・ソウル」は全英39位に達した。
2009年にポリドール・レコードから発売されたリマスターCDは、「パパ・ジャック」「ロイズ・キーン」が外された代わりにボーナス・トラックが6曲追加され、曲順およびジャケットが変更された。

## 収録曲
特記なき楽曲はモリッシーとアラン・ホワイトの共作。
1. マルアジャスティッド "Maladjusted" (Morrissey, Boz Boorer) – 4:41
2. アルマ・マターズ "Alma Matters" – 4:47
3. アンビシャス・アウトサイダーズ "Ambitious Outsiders" – 3:55
4. トラブル・ラヴズ・ミー "Trouble Loves Me" – 4:39
5. パパ・ジャック "Papa Jack" – 4:32
6. アミュニション "Ammunition" (Morrissey, B. Boorer) – 3:37
7. ワイド・トゥ・リシーヴ "Wide to Receive" (Morrissey, Spencer James Cobrin) – 3:52
8. ロイズ・キーン "Roy's Keen" – 3:34
9. ヒー・クライド "He Cried" – 3:19
10. ソロウ・ウィル・カム・イン・ジ・エンド "Sorrow Will Come in the End" – 2:51
11. サタン・リジェクティッド・マイ・ソウル "Satan Rejected My Soul" (Morrissey, B. Boorer) – 2:56

### 2009年リマスターCD
1. "Maladjusted" (Morrissey, B. Boorer) – 4:41
2. "Ambitious Outsiders" – 3:55
3. "Trouble Loves Me" – 4:39
4. "Lost" (Morrissey, S. J. Cobrin) – 3:55
5. "He Cried" – 3:19
6. "Alma Matters" – 4:47
7. "Heir Apparent" – 3:56
8. "Ammunition" (Morrissey, B. Boorer) – 3:37
9. "The Edges Are No Longer Parallel" – 5:04
10. "This Is Not Your Country" – 7:24
11. "Wide to Receive" (Morrissey, S. J. Cobrin) – 3:52
12. "I Can Have Both" (Morrissey, B. Boorer) – 4:04
13. "Now I Am a Was" (Morrissey, S. J. Cobrin) – 2:35
14. "Satan Rejected My Soul" (Morrissey, B. Boorer) – 2:56
15. "Sorrow Will Come in the End" – 2:51

## 参加ミュージシャン
- モリッシー - ボーカル
- アラン・ホワイト - ギター、ピアノ、バッキング・ボーカル
- ボズ・ブーラー - ギター、クラリネット
- ジョニー・ブリッジウッド - ベース
- スペンサー・ジェイムス・コブリン - ドラムス